# Pinus hwangshanensis

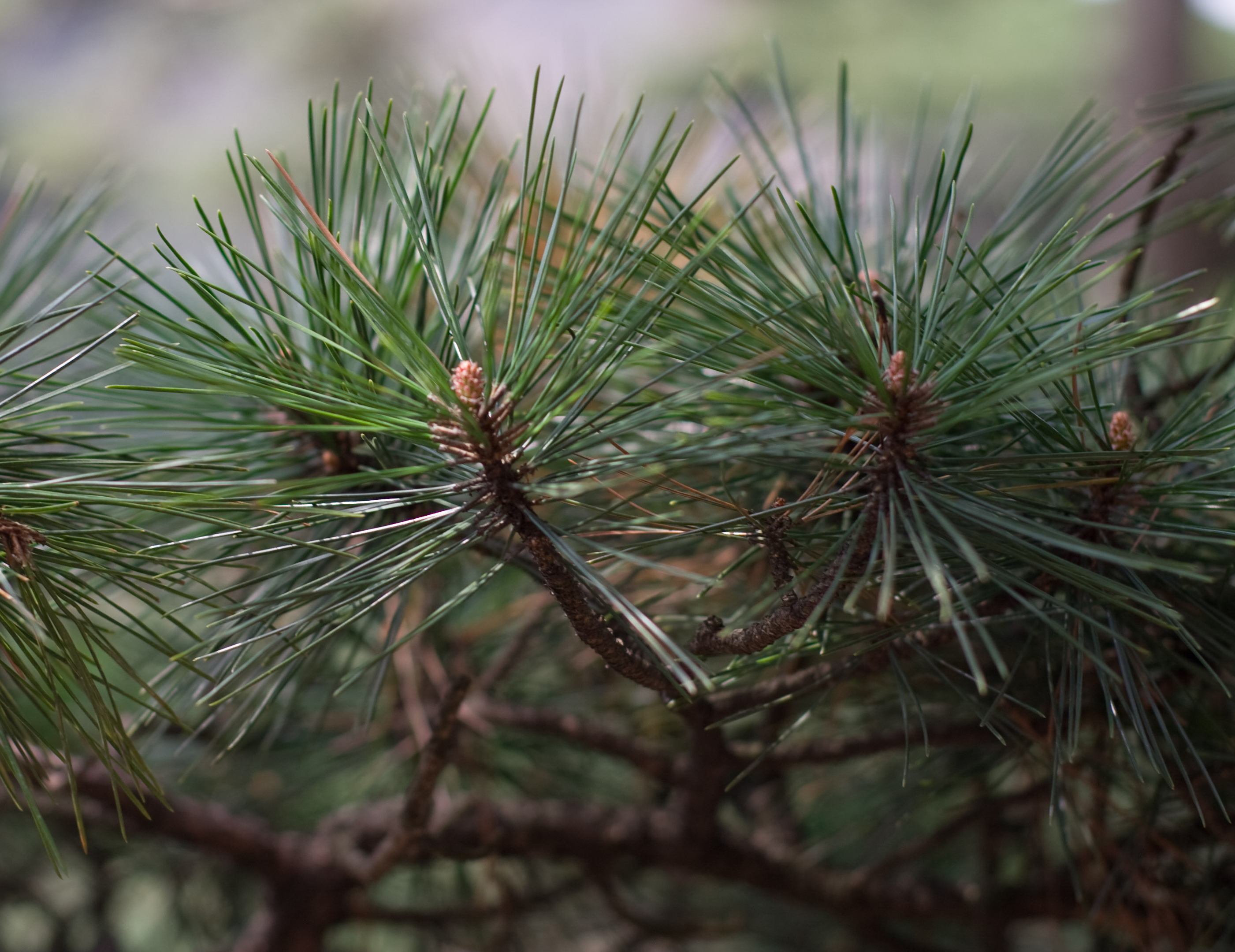
Liście

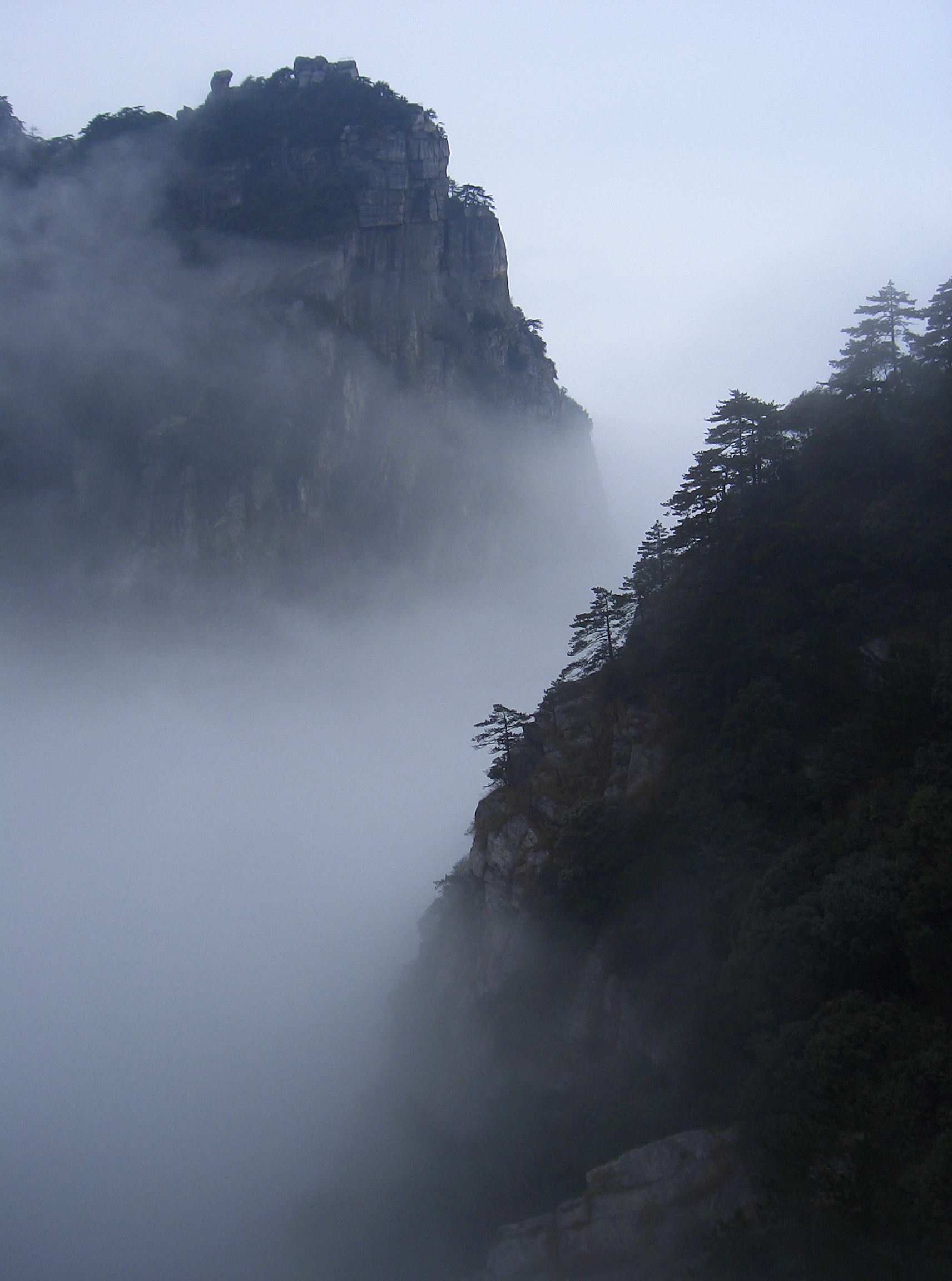
P. hwangshanensis w masywie Lu Shan w chińskiej prowincji Jiangxi.

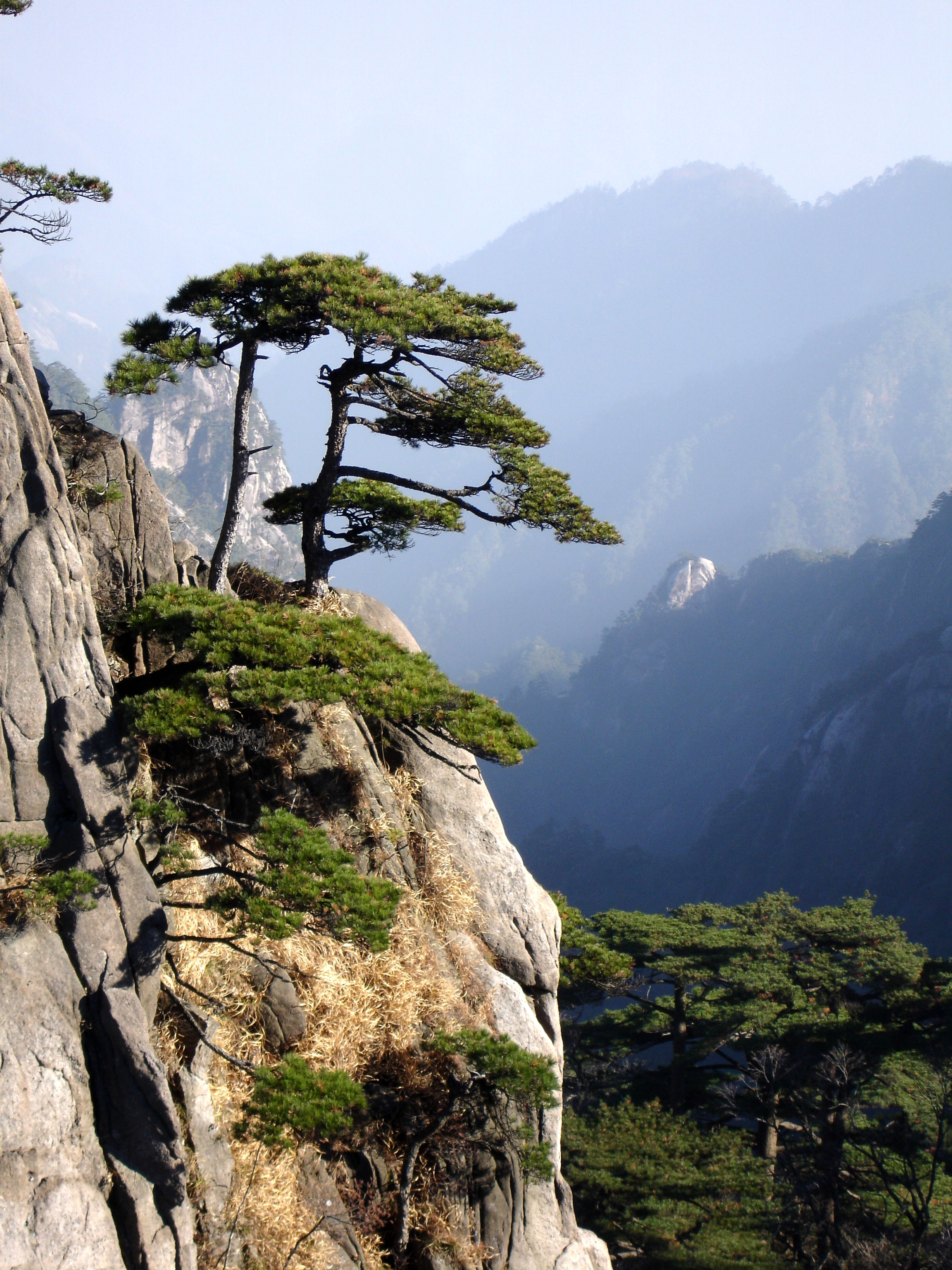
P. hwangshanensis w górach Huang Shan w prowincji Anhui

Pinus hwangshanensis W.Y.Hsia – gatunek drzewa iglastego z rodziny sosnowatych (Pinaceae). Sosna ta pochodzi z gór we wschodnich Chinach i występuje w prowincjach: Anhui, Fujian, południowy Henan, Hubei, Hunan, Jiangsu, Jiangxi, południowo-wschodni Junnan, centrum Kuangsi, Kuejczou, Zhejiang. Nazwa gatunku wywodzi się od gór Huang Shan w prowincji Anhui, skąd pochodziły pierwsze opisane okazy.

## Morfologia
PokrójDrzewo. Korona starszych drzew jest spłaszczona. Gałęzie są rozpostarte z gęstymi, wzniesionymi gałązkami.
PieńProsty, osiąga do 25 m wysokości. Kora jest ciemnoszara lub purpurowoszara, szorstka i łuszcząca się. Pędy są nagie, orzechowobrązowe do ciemnobrązowych.
LiścieRównowąskie igły wyrastają po 2 na krótkopędach, są ciemnozielone, na końcu zaostrzone, o długości 5–8 cm i szerokości 0,8–1 mm. Pąki zimowe są jajowate, brązowe, lekko żywiczne, zaostrzone. Pochewki liściowe są koloru orzechowobrązowego i osiągają do 1 cm długości.
SzyszkiSzyszki nasienne są jajowate, żółtobrązowe, o długości 4–6,5 cm, po otwarciu szerokie na 5–7 cm. Łuski nasienne na zewnątrz czarniawe do ciemnopurpurowobrązowych, od wewnątrz brązowe. Apofyza łusek jest błyszcząca, żółtobrązowa, zaokrąglona, lekko wypukła, z małą piramidką. Nasiona są ciemnobrązowe, jajowate, o długości 6 mm, ze skrzydełkiem o długości 12–18 mm.
Gatunki podobneP. taiwanensis, jednak gatunek ten odróżnia się od P. hwangshanensis dłuższymi pochewkami liściowymi (1–1,4 cm), kolorem szyszek męskich (żółtawobrązowe) oraz piramidką łusek nasiennych, która jest płaska, z niewielkim kolcem lub bez.

## Biologia i ekologia
W liściu znajdują się dwie wiązki przewodzące i kanały żywiczne położone pośrodku miękiszu asymilacyjnego. Igły pozostają na drzewie przez 3–4 lata. Pochewki liściowe są trwałe. Szyszki nasienne po otwarciu długo pozostają na drzewie.
P. hwangshanensis występuje na wysokościach 600–3400 m n.p.m. Tworzy lasy górskie jednogatunkowe i mieszane na obszarach o ciepłym klimacie. Zajmuje tereny otwarte i słoneczne grzbiety gór, gdzie dominuje razem z przedstawicielami bukowatych (Fagaceae).

## Systematyka i zmienność
Synonimy: P. luchuensis var. hwangshanensis (W. Y. Hsia) C. L. Wu, P. luchuensis subsp. hwangshanensis (W. Y. Hsia) D. Z. Li, P. taiwanensis var. damingshanensis W. C. Cheng et L. K. Fu.
Pozycja gatunku w obrębie rodzaju Pinus:
- podrodzaj Pinus
  - sekcja Pinus
    - podsekcja Pinus
      - gatunek P. hwangshanensis

P. hwangshanensis jest blisko spokrewniona z tajwańską sosną P. taiwanensis i japońską P. luchuensis. Bywała traktowana przez różnych autorów jako synonim P. luchuensis, jej odmiana lub podgatunek. Uznawano ją także za synonim P. taiwanensis Hayata lub włączano do tego gatunku jako odmianę P. taiwanensis var. damingshanensis.

## Zagrożenia i ochrona
Międzynarodowa organizacja IUCN umieściła ten gatunek w Czerwonej księdze gatunków zagrożonych, przyznając mu kategorię zagrożenia LC (least concern, system oceny w wersji 2.3 i 3.1), czyli jest gatunkiem najmniejszej troski, nie spełniającym kryteriów gatunków zagrożonych. Zasięg gatunku jest duży, ale rozrzucony i może być rozczłonkowany na tych obszarach, gdzie na skutek pozyskiwania terenów pod uprawy zaczął zajmować mniej odpowiednie stanowiska. Mimo to, dzięki zdolności P. hwangshanensis do kolonizacji nowych siedlisk, uznano ją za niezagrożoną w najbliższej przyszłości. Brakuje ilościowych danych dotyczących zmian liczebności populacji, częściowo w związku z różnym ujmowaniem taksonu, włączanego czasem przez chińskich botaników do gatunku Pinus taiwanensis.
Gatunek występuje na kilku obszarach objętych ochroną.